# Copa do Brasil 2014
Copa do Brasil 2014 är 2014 års säsong av den brasilianska fotbollsturneringen Copa do Brasil som spelas mellan den 19 februari och 26 november under 2014. Alla lag kvalificerar sig för Copa do Brasil genom sina resultat i de regionala delstatsmästerskapen eller, om de inte kvalificerar sig på så sätt, genom sin CBF-ranking. De sex lagen som deltar i Copa Libertadores 2014 går direkt in i åttondelsfinalerna. Totalt för 2014 års säsong deltar 87 lag och turneringen består av utslagsmöten. Vinnaren kvalificerar sig för Copa Libertadores 2015. Copa do Brasil kvalificerar även lag till Copa Sudamericana 2014, nämligen de sju bäst rankade lag som åkte ut innan eller i den tredje omgången.

## Kvalomgång
Den första matchen spelades den 19 februari och den andra matchen den 26 februari 2014.
| Lag 1      | Tot. resultat | Lag 2         | 1:a matchen | 2:a matchen | Bortamål | Straffar |
| ---------- | ------------- | ------------- | ----------- | ----------- | -------- | -------- |
| Rio Branco | 2–1           | Real Noroeste | 1–1         | 1–0         | —        | —        |

## Inledande omgångar

### Första omgången
Den första omgången spelades mellan den 12 mars och 7 maj 2014. Varje omgång bestod av dubbelmöten, men om bortalaget vann den första matchen med två eller fler mål, spelades ingen returmatch, utan bortalaget gick istället vidare till nästa omgång. Det lag som står listat först var bortalag i den första matchen (och hemmalag i den eventuella andra matchen). De högst rankade lagen började med att spela borta.
| Lag 1               | Tot. resultat | Lag 2                       | 1:a matchen | 2:a matchen | Bortamål | Straffar |
| ------------------- | ------------- | --------------------------- | ----------- | ----------- | -------- | -------- |
| Ceará               | 5–1           | Remo                        | 1–0         | 4–1         | —        | —        |
| Chapecoense         | 2–0           | Rio Branco                  | 2–0         | —           | —        | —        |
| Internacional       | 6–1           | Remo                        | 6–1         | —           | —        | —        |
| Cuiabá              | 2–0           | Barbalha                    | 0–0         | 2–0         | —        | —        |
| Bahia               | 3–1           | Villa Nova                  | 1–1         | 2–0         | —        | —        |
| América Mineiro     | 3–0           | Santos-AP                   | 3–0         | —           | —        | —        |
| Corinthians         | 2–0           | Bahia de Feira              | 2–0         | —           | —        | —        |
| Nacional-AM         | 4–3           | São Luiz                    | 2–2         | 2–1         | —        | —        |
| São Paulo           | 4–0           | CSA                         | 4–0         | —           | —        | —        |
| CRB                 | 4–2           | Rondonópolis                | 2–2         | 2–0         | —        | —        |
| Figueirense         | 3–1           | Plácido de Castro           | 0–0         | 3–1         | —        | —        |
| Bragantino          | 1–0           | Lajeadense                  | 0–0         | 1–0         | —        | —        |
| Palmeiras           | 3–0           | Vilhena                     | 1–0         | 2–0         | —        | —        |
| Sampaio Corrêa      | 5–3           | Interporto                  | 2–2         | 3–1         | —        | —        |
| Avaí                | 4–1           | Clube Esportivo Naviraiense | 4–1         | —           | —        | —        |
| ASA                 | 4–0           | Paragominas                 | 4–0         | —           | —        | —        |
| Santos              | 3–0           | Mixto                       | 0–0         | 3–0         | —        | —        |
| Brasiliense         | 5–5 (b)       | Princesa do Solimões        | 1–3         | 4–2         | 1–2      | —        |
| Grêmio Barueri      | 2–2 (b)       | Goianésia                   | 2–2         | 0–0         | 2–0      | —        |
| Criciúma            | 2–3           | Londrina                    | 0–2         | 2–1         | —        | —        |
| Vasco da Gama       | 1–0           | Resende                     | 0–0         | 1–0         | —        | —        |
| Treze               | 3–2           | Tombense                    | 1–1         | 2–1         | —        | —        |
| Ponte Preta         | 4–1           | Náutico-RR                  | 4–1         | —           | —        | —        |
| Paraná              | 4–2           | São Bernardo                | 1–1         | 3–1         | —        | —        |
| Fluminense          | 6–3           | Horizonte                   | 1–3         | 5–0         | —        | —        |
| Tupi                | 2–0           | Juazeiro                    | 2–0         | —           | —        | —        |
| Náutico             | 1–1 (s)       | Sergipe                     | 0–1         | 1–0         | 0–0      | 3–1      |
| América de Natal    | 4–1           | Boavista                    | 2–1         | 2–0         | —        | —        |
| Sport               | 3–1           | Brasília                    | 3–1         | —           | —        | —        |
| Paysandu            | 4–3           | Maranhão                    | 2–2         | 2–1         | —        | —        |
| Coritiba            | 4–2           | CENE                        | 2–2         | 2–0         | —        | —        |
| Duque de Caxias     | 2–4           | Caldense                    | 0–2         | 2–2         | —        | —        |
| Santa Cruz          | 4–1           | Lagarto                     | 1–0         | 3–1         | —        | —        |
| Goiás               | 0–2           | Botafogo-JP                 | 0–2         | 0–0         | —        | —        |
| Portuguesa          | 2–2 (b)       | Potiguar de Mossoró         | 0–1         | 2–1         | 0–1      | —        |
| Guarani             | 1–2           | Santa Rita                  | 0–0         | 1–2         | —        | —        |
| Vitória             | 2–2 (s)       | Malucelli                   | 1–1         | 1–1         | 1–1      | 3–5      |
| Joinville           | 2–3           | Novo Hamburgo               | 0–1         | 2–2         | —        | —        |
| Atlético Goianiense | 3–2           | Flamengo-PI                 | 1–0         | 2–2         | —        | —        |
| ABC                 | 4–2           | Desportiva Ferroviária      | 0–1         | 4–1         | —        | —        |

### Andra omgången
Den första omgången spelades mellan den 22 april och 24 juli 2014. Varje omgång bestod av dubbelmöten, men om bortalaget vann den första matchen med två eller fler mål, spelades ingen returmatch, utan bortalaget gick istället vidare till nästa omgång. Det lag som står listat först var bortalag i den första matchen (och hemmalag i den eventuella andra matchen). De högst rankade lagen började med att spela borta.
| Lag 1               | Tot. resultat | Lag 2                | 1:a matchen | 2:a matchen | Bortamål | Straffar |
| ------------------- | ------------- | -------------------- | ----------- | ----------- | -------- | -------- |
| Ceará               | 3–2           | Chapecoense          | 2–1         | 1–1         | —        | —        |
| Internacional       | 5–2           | Cuiabá               | 1–1         | 4–1         | —        | —        |
| Bahia               | 2–1           | América Mineiro      | 0–0         | 2–1         | —        | —        |
| Corinthians         | 3–0           | Nacional-AM          | 3–0         | —           | —        | —        |
| São Paulo           | 4–2           | CRB                  | 1–2         | 3–0         | —        | —        |
| Figueirense         | 3–3 (s)       | Bragantino           | 1–2         | 2–1         | 1–1      | 3–4      |
| Palmeiras           | 4–2           | Sampaio Corrêa       | 1–2         | 3–0         | —        | —        |
| Avaí                | 4–4 (b)       | ASA                  | 2–3         | 2–1         | 2–1      | —        |
| Santos              | 6–3           | Princesa do Solimões | 2–1         | 4–2         | —        | —        |
| Grêmio Barueri      | 3–3 (b)       | Londrina             | 0–0         | 3–3         | 0–3      | —        |
| Vasco da Gama       | 3–2           | Treze                | 2–1         | 1–1         | —        | —        |
| Ponte Preta         | 2–2 (s)       | Paraná               | 1–1         | 1–1         | 1–1      | 8–7      |
| Fluminense          | 3–0           | Tupi                 | 3–0         | —           | —        | —        |
| Náutico             | 2–3           | América de Natal     | 0–3         | 2–0         | —        | —        |
| Sport               | 4–4 (b)       | Paysandu             | 1–2         | 3–2         | 1–2      | —        |
| Coritiba            | 2–0           | Caldense             | 2–0         | —           | —        | —        |
| Santa Cruz          | 3–2           | Botafogo-JP          | 1–1         | 2–1         | —        | —        |
| Potiguar de Mossoró | 2–7           | Santa Rita           | 0–2         | 2–5         | —        | —        |
| Malucelli           | 0–3           | Novo Hamburgo        | 0–1         | 0–2         | —        | —        |
| Atlético Goianiense | 2–3           | ABC                  | 1–1         | 1–2         | —        | —        |

### Tredje omgången
Den första omgången spelades mellan den 23 juli och 14 augusti 2014. Varje omgång bestod av dubbelmöten, men om bortalaget vann den första matchen med två eller fler mål, spelades ingen returmatch, utan bortalaget gick istället vidare till nästa omgång. Det lag som står listat först var bortalag i den första matchen (och hemmalag i den eventuella andra matchen). De högst rankade lagen började med att spela borta.
| Lag 1         | Tot. resultat | Lag 2            | 1:a matchen | 2:a matchen | Bortamål | Straffar |
| ------------- | ------------- | ---------------- | ----------- | ----------- | -------- | -------- |
| Ceará         | 5–2           | Internacional    | 2–1         | 3–1         | —        | —        |
| Bahia         | 1–3           | Corinthians      | 0–3         | 1–0         | —        | —        |
| São Paulo     | 3–4           | Bragantino       | 2–1         | 1–3         | —        | —        |
| Palmeiras     | 3–0           | Avaí             | 2–0         | 1–0         | —        | —        |
| Santos        | 3–2           | Londrina         | 1–2         | 2–0         | —        | —        |
| Vasco da Gama | 4–1           | Ponte Preta      | 2–0         | 2–1         | —        | —        |
| Fluminense    | 5–5 (b)       | América de Natal | 3–0         | 2–5         | —        | —        |
| Paysandu      | 2–3           | Coritiba         | 0–2         | 2–1         | —        | —        |
| Santa Cruz    | 3–4           | Santa Rita       | 2–1         | 1–3         | —        | —        |
| Novo Hamburgo | 2–11          | ABC              | 0–1         | 2–0         | —        | —        |

1 = Dubbelmötet slutade 2-1 till Novo Hamburgo, men de diskvalificerades och ABC gick vidare istället.

## Åttondelsfinaler
| Lag 1               | Tot. resultat | Lag 2            | 1:a matchen | 2:a matchen | Bortamål | Straffar |
| ------------------- | ------------- | ---------------- | ----------- | ----------- | -------- | -------- |
| Santos              | 2–0           | Grêmio           | 2–0         | —1          | —        | —        |
| Ceará               | 5–5 (b)       | Botafogo         | 2–1         | 3–4         | 2–4      | —        |
| Santa Rita          | 1–7           | Cruzeiro         | 0–5         | 1–2         | —        | —        |
| ABC                 | 3–2           | Vasco da Gama    | 1–1         | 2–1         | —        | —        |
| Flamengo            | 3–3 (s)       | Coritiba         | 3–0         | 0–3         | 0–0      | 3–2      |
| Atlético Paranaense | 2–3           | América de Natal | 0–3         | 2–0         | —        | —        |
| Atlético Mineiro    | 3–0           | Palmeiras        | 1–0         | 2–0         | —        | —        |
| Corinthians         | 3–2           | Bragantino       | 0–1         | 3–1         | —        | —        |

1: Den andra matchen mellan Santos och Grêmio spelades aldrig utan ställdes in till följd av rasistiska ramsor av Grêmios fans under den första matchen. Till följd av detta gick Santos vidare, då de vann den första matchen med 2-0.

## Kvartsfinaler
| Lag 1            | Tot. resultat | Lag 2            | 1:a matchen | 2:a matchen | Bortamål | Straffar |
| ---------------- | ------------- | ---------------- | ----------- | ----------- | -------- | -------- |
| Santos           | 8–2           | Botafogo         | 3–2         | 5–0         | —        | —        |
| ABC              | 3–3 (b)       | Cruzeiro         | 0–1         | 3–2         | 0–2      | —        |
| Flamengo         | 2–0           | América de Natal | 1–0         | 1–0         | —        | —        |
| Atlético Mineiro | 4–3           | Corinthians      | 0–2         | 4–1         | —        | —        |

## Semifinaler
| Lag 1            | Tot. resultat | Lag 2    | 1:a matchen | 2:a matchen | Bortamål | Straffar |
| ---------------- | ------------- | -------- | ----------- | ----------- | -------- | -------- |
| Santos           | 3–4           | Cruzeiro | 0–1         | 3–3         | —        | —        |
| Atlético Mineiro | 4–3           | Flamengo | 0–2         | 4–1         | —        | —        |

## Final
| Lag 1    | Tot. resultat | Lag 2            | 1:a matchen | 2:a matchen | Bortamål | Straffar |
| -------- | ------------- | ---------------- | ----------- | ----------- | -------- | -------- |
| Cruzeiro | 0–3           | Atlético Mineiro | 0–2         | 0–1         | —        | —        |